# Suregada gossweileri
Suregada gossweileri là một loài thực vật có hoa trong họ Đại kích. Loài này được (S.Moore) Croizat miêu tả khoa học đầu tiên năm 1942.